# Спортивная гимнастика на летних Олимпийских играх 1904 — лазание по канату
Соревнования по лазанию по канату в спортивной гимнастике среди мужчин на летних Олимпийских играх 1904 прошли 28 октября. Приняли участие несколько спортсменов из одной страны.

## Призёры
| Золото           | Серебро          | Бронза         |
| Джордж Эйсер США | Чарльз Краус США | Эмиль Войт США |

## Соревнование
| Место | Спортсмен          | Результат |
| ----- | ------------------ | --------- |
| 1     | Джордж Эйсер (USA) | 7,0 с     |
| 2     | Чарльз Краус (USA) | 7,2 с     |
| 3     | Эмиль Войт (USA)   | 9,8 с     |